# NUFIP1
NUFIP1‏ (NUFIP1, FMR1 interacting protein 1) هوَ بروتين يُشَفر بواسطة جين NUFIP1 في الإنسان.